# Invenções portuguesas

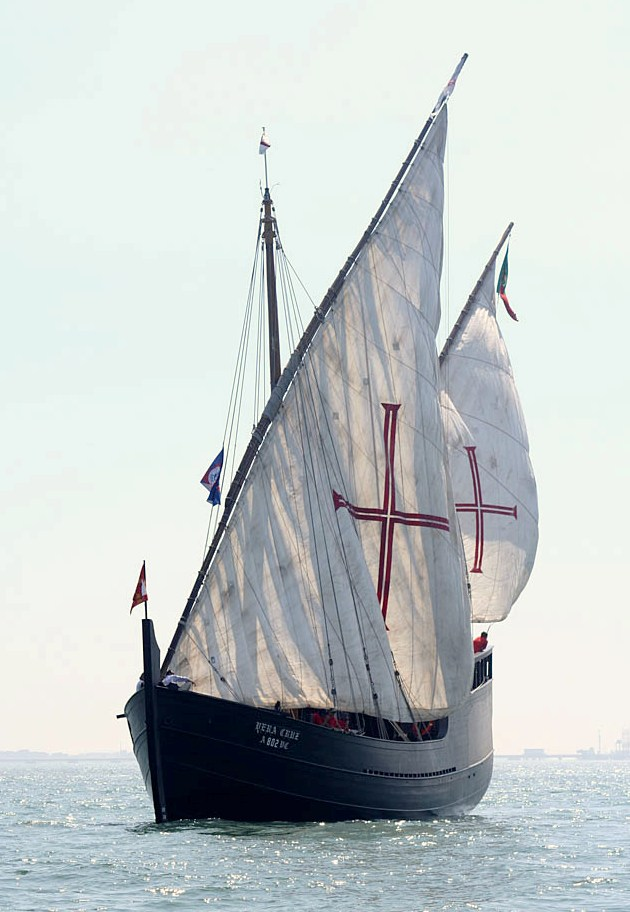
A caravela, um dos maiores inventos dos portugueses.

Existem algumas invenções de relevo concebidas por portugueses durante a hegemonia do império, assim como durante a modernidade.
Apoiando-se fortemente no segredo comercial e tecnológico, os portugueses expandiram enormemente o seu território e área de influência e de relações comerciais, pelo mundo fora, através essencialmente dos séculos XV e XVI, ou seja, durante os Descobrimentos.
O referido recurso ao segredo explica, em parte, a dificuldade muitas vezes sentida pelos estudiosos, em documentar as invenções portuguesas: estas não estão descritas em documentos. Por outro lado, há casos em que as próprias invenções ou os documentos que as fundamentam se perderam, por terem sido destruídos, por exemplo, aquando das invasões francesas.

## Descobrimentos
A época de ouro das invenções portuguesas, em que estas assumiram uma grande importância foi a época dos Descobrimentos. O contributo dado pelos portugueses consistiu principalmente no aperfeiçoamento dos engenhos e das técnicas de orientação e de navegação, como a balestilha, da construção e desenho de barcos, como a caravela, da observação e interpretação dos dados astronómicos, da representação cartográfica e geográfica e ao nível das aplicações militares, a construção de canhões e antes disso, um novo tipo de espada.

## Modernidade
Mais recentemente, os portugueses têm-se interessado por todos os domínios da tecnologia desde a informática à medicina. Exemplos dessa atividade estão presentes no quotidiano dos portugueses e podem citar-se como exemplo o Multibanco, uma rede de caixas automáticas com uma infinidade de funções que vão desde as transferências bancárias ao pagamento de bilhetes de espectáculos, ou no campo da medicina, um tratamento de vanguarda da epilepsia, o medicamento Zebinix dos Laboratórios Bial.

## Galeria de invenções

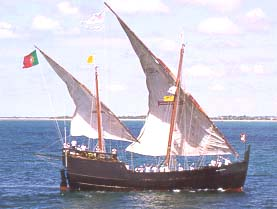
A Caravela
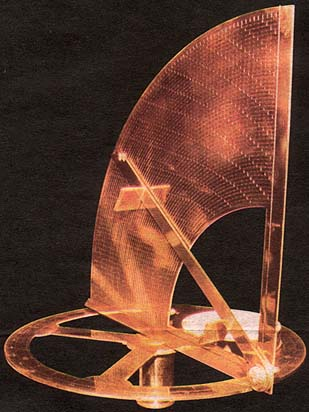
O Nónio
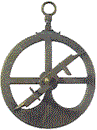
O astrolábio náutico
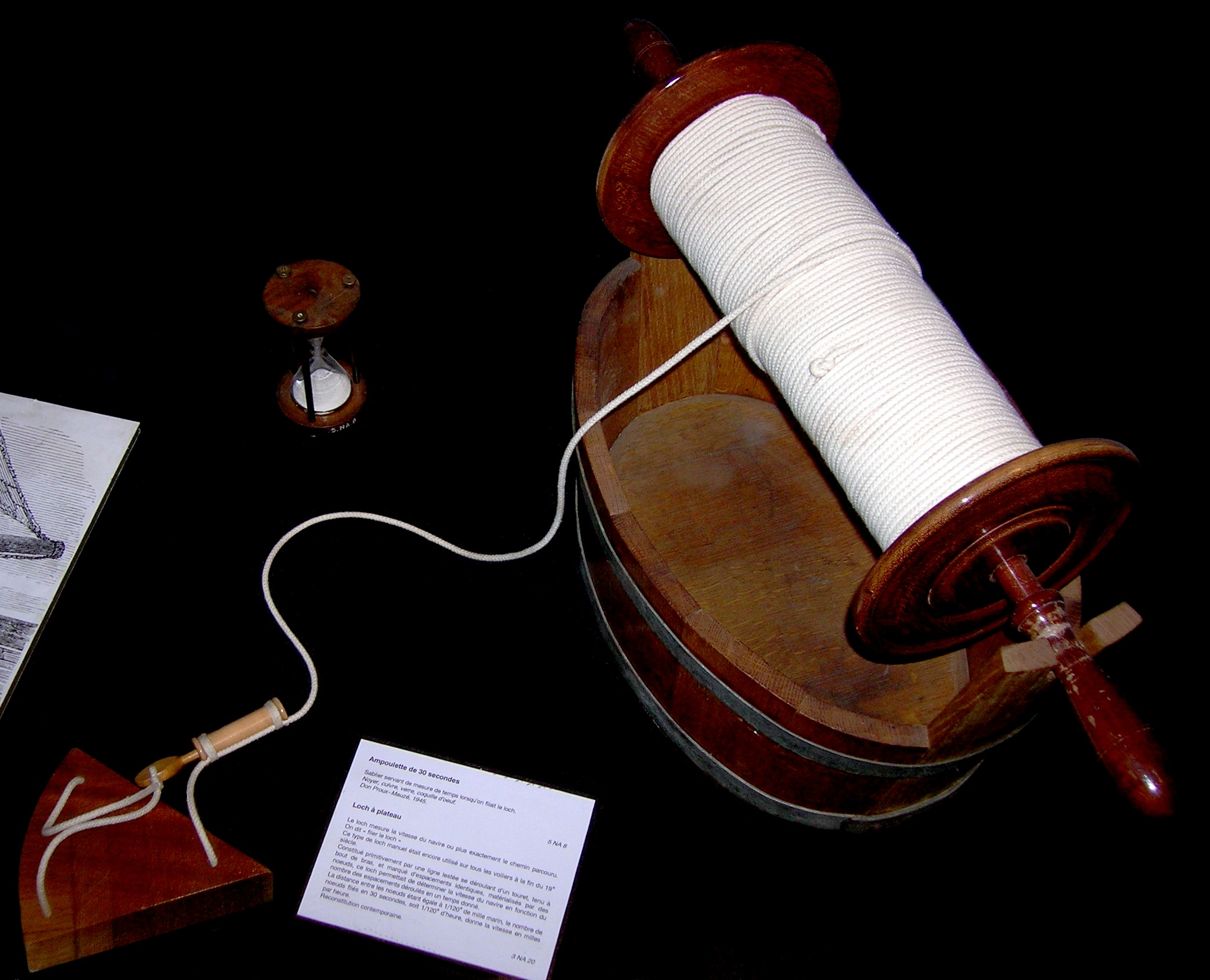
A Barquinha
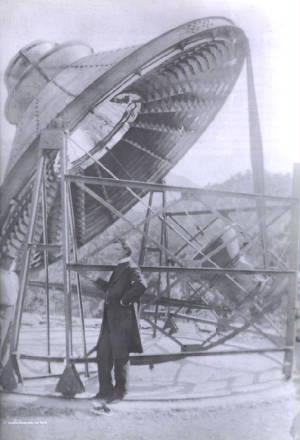
O Pirelióforo
O medicamento Zebinix
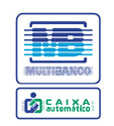
O Multibanco
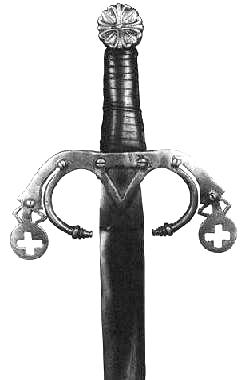
A espada preta de bordo
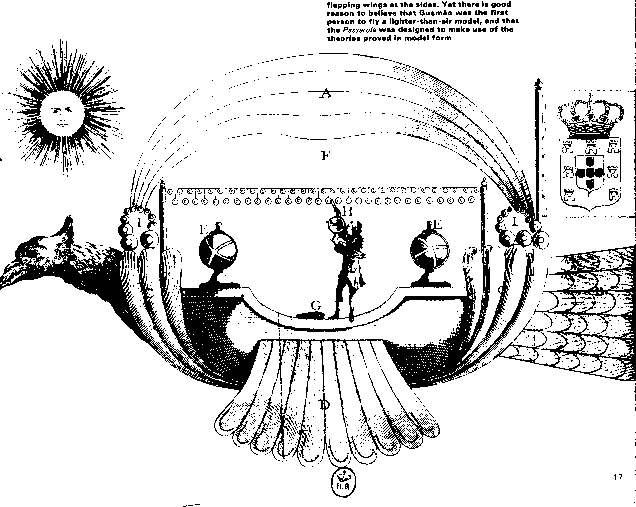
A Passarola
- O método All-on-4